# Nedariem

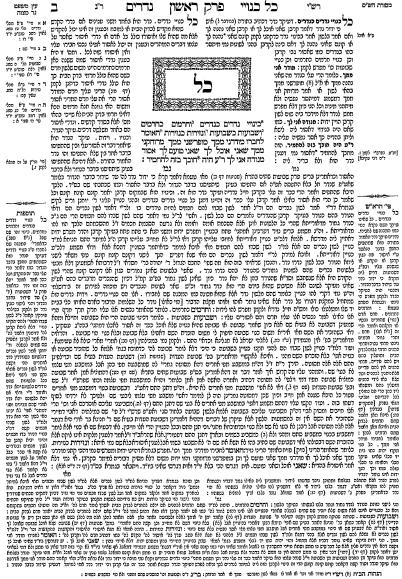

Nedariem (Hebreeuws: נדרים, lett.: Geloften) is een traktaat (Masechet) van de Misjna en de Talmoed. Nedariem is het derde traktaat van de Orde Nasjiem (Seder Nasjiem), en beslaat elf hoofdstukken.
Het traktaat behandelt voorschriften inzake geloften, eden, verklaringen tot onthoudingen en dergelijke en de opheffing daarvan.
Nedariem is onderdeel van zowel de Babylonische als de Jeruzalemse Talmoed. Het traktaat bevat 91 folia in de Babylonische Talmoed en 41 in de Jeruzalemse Talmoed.